# 高尚全

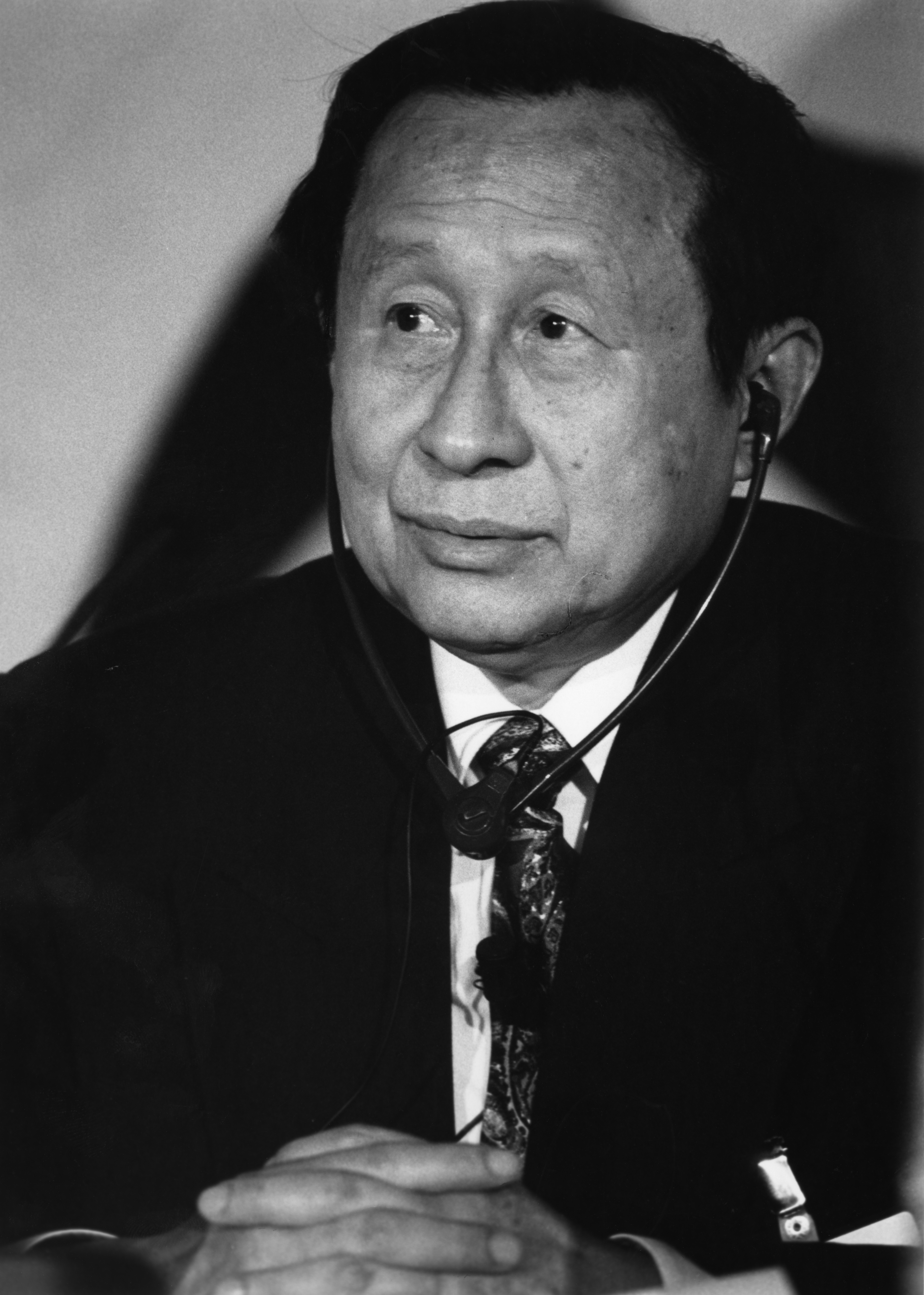
高尚全

高尚全（1929年9月10日—2021年6月27日），男，江苏嘉定（今属上海）人，中国经济学家，前中国国家经济体制改革委员会副主任、中国经济体制改革研究所首任所长，曾任第八、九届全国政协委员。

## 生平

### 早年
高尚全于1929年9月出生于上海嘉定，在圣约翰大学附属高中毕业后，被圣约翰大学经济系和复旦大学海洋系同时录取，后成为圣约翰大学的最后一届毕业生。1952年大学毕业后，任职于东北工业部机械工业局，1959年10月任农机部政策研究室调研员，1962年11月加入中国共产党。

### 改革开放后
1982年5月起先后任国家经济体制改革委员会调研组处长、副组长、组长。1984年底出任中国经济体制改革研究所所长，1985年5月升任国家经济体制改革委员会副主任至1993年6月。并先后兼任中国国务院经济体制改革方案领导小组办公室主任、国务院住房制度改革领导小组副组长、国务院国民经济和社会发展总体研究和协调小组成员等职务。
1993年7月起，高尚全先后担任中国经济体制改革研究会副会长、会长，2003年12月退休。与此同时，1993年7月至1997年7月，高尚全担任香港特别行政区预委会、筹委会委员，兼经济小组组长。
1993年11月，中共中央十四届三中全会通过了《中共中央关于建立社会主义市场经济体制若干问题的决定》，第一次提出了“资本市场”和“劳动力市场”。《决定》起草时，领导只同意写“劳动就业市场”，而修改稿到中央政治局常委会讨论时，高尚全列席，他力争应该使用“劳动力市场”一词。时任中共中央总书记江泽民问：“这么提，社会上能接受吗？”高尚全说：“只要是中央提出的，肯定能！”最后，在起草小组组长温家宝的努力和中共政治局常委的支持下，“劳动力市场”被写进了文件。
此外，高尚全还曾担任中国经济改革研究基金会理事长，以及北京大学教授、上海交通大学教授、南开大学教授、浙江大学管理学院院长。

### 逝世
2021年6月27日，高尚全因病医治无效在北京协和医院逝世。7月9日，前中国国务院总理温家宝等人出席了在八宝山殡仪馆举行遗体告别仪式。

## 著作及思想
高尚全曾说，“有人总认为，国有化才是社会主义，其实恩格斯早就说过，无条件地把任何一种国有化，甚至俾斯麦的国有化，都说成是社会主义的，这是一种‘冒牌的社会主义’。日本有人妄想把钓鱼岛‘国有化’，这难道也是社会主义吗？”
他的中英文著作包括《Two Decades of reform in China》、《The Second Revolution》、《中国市场经济纵论》、《市场经济与中国改革》等等。